# Lal Bokhari
Lal Bokhari (anglès: Lal Shah Bokhari)  (Faisalabad, 13 de gener de 1906 - Colombo, 22 de juliol de 1959) va ser un jugador d'hoquei sobre herba indi que va competir durant la dècada de 1930.
El 1932 va prendre part en els Jocs Olímpics de Los Angeles, on va guanyar la medalla d'or com a membre de l'equip indi en la competició d'hoquei sobre herba. Fou el portant de la bandera índia en la cerimònia d'inauguració i capità de l'equip.
Amb la partició de l'Índia es va quedar al Pakistan, on exercí de diplomàtic. La seva darrera destinació com a ambaixador fou a l'Iraq.